# Limoeiro do Ajuru
Limoeiro do Ajuru è un comune del Brasile nello Stato del Pará, parte della mesoregione del Nordeste Paraense e della microregione di Cametá.